# Metopa groenlandica
Metopa groenlandica is een vlokreeftensoort uit de familie van de Stenothoidae. De wetenschappelijke naam van de soort is voor het eerst geldig gepubliceerd in 1888 door Hansen.